# NGC 2234
NGC 2234 ist ein offener Sternhaufen oder ein Asterismus im Sternbild Gemini. 
Das Objekt wurde am 19. Februar 1785 William Herschel entdeckt.